# Elmer S. Riggs

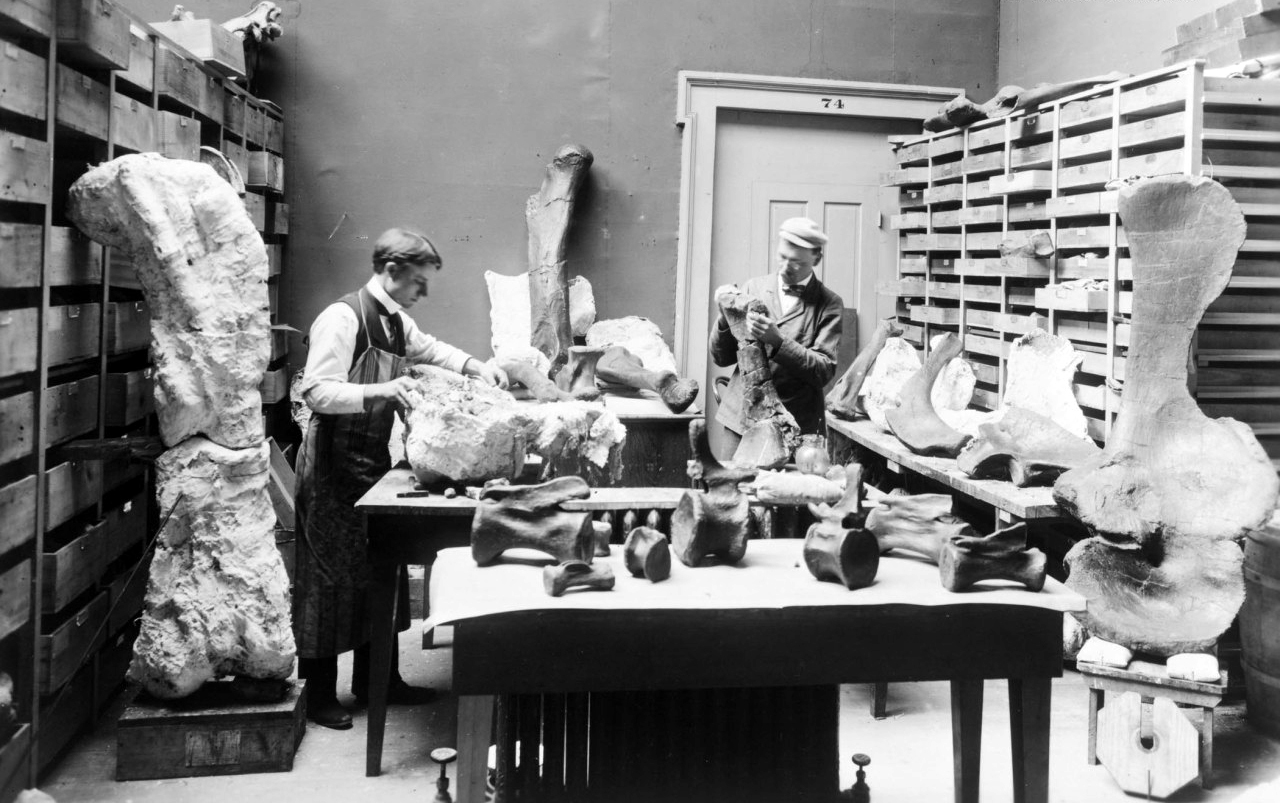
Riggs und H. W. Menke mit Brachiosaurus altithorax-Knochen in Chicago, vor 1903

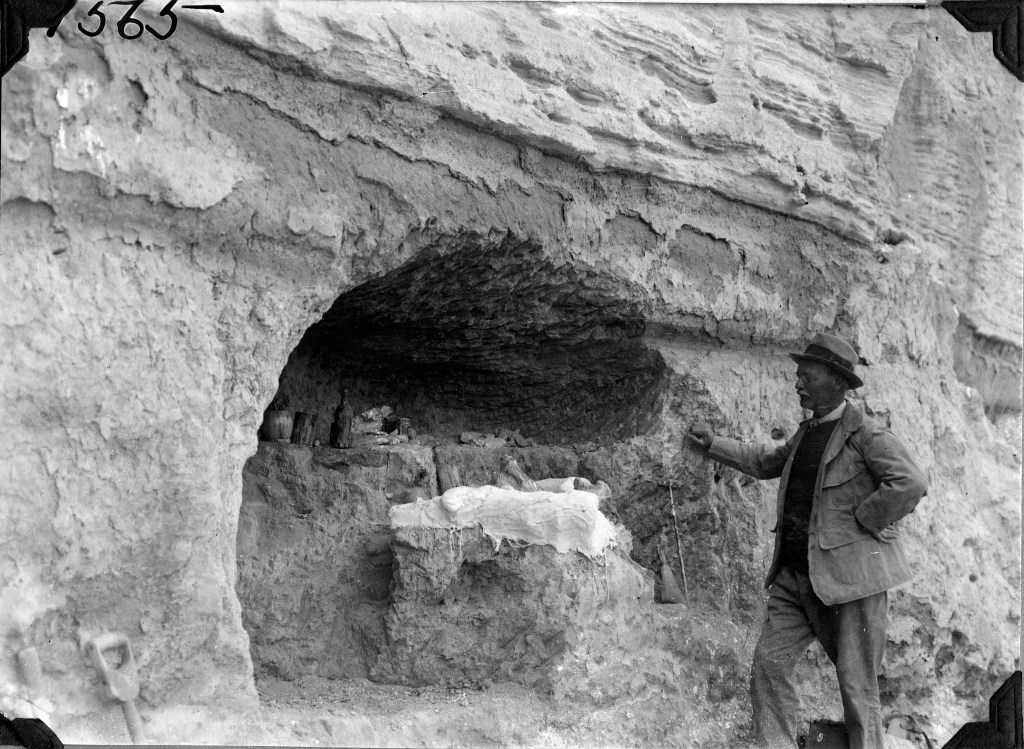
Elmer Riggs bei der Ausgrabung eines Megatherium im Gipsmantel am Ufer des Rio Quequeri, Salada, in der Provinz von Buenos Aires, um 1927.

Elmer Samuel Riggs (* 23. Januar 1869 in Trafalgar, Indiana; † 25. März 1963 in Sedan, Kansas) war ein US-amerikanischer Paläontologe.

## Leben
Riggs wuchs in Kansas auf und studierte an der University of Kansas. Danach war er am American Museum of Natural History und ab 1898 am Field Museum of Natural History (damals Field Columbian Museum) in Chicago. Er begann mit Ausgrabungen für das Museum in der Morrison-Formation in Wyoming und Colorado und grub dort 1900 bei Fruita in Colorado das erste bekannte Skelett von Brachiosaurus altithorax aus sowie ein Jahr später 1901 ein Skelett des Apatosaurus, das ebenfalls später zu den Attraktionen des Field Museum gehörte. Er wurde Kurator am Field Museum, wo er 1942 in den Ruhestand ging, aber noch weit ins Pensionsalter Führungen durchführte.
Er war der Erstbeschreiber von Brachiosaurus und fand Hinweise, dass Apatosaurus und Brontosaurus dieselbe Gattung darstellen, was sich später durchsetzte. Er vertrat auch früh die Auffassung, dass die großen Sauropoden Landbewohner waren und nicht in Seen oder Flüssen lebten, wie bis in die 1970er Jahre vielfach angenommen wurde, bis sich wieder mit Robert Bakker und anderen die Ansicht durchsetzte, dass sie Landbewohner waren.
Später befasste er sich mit fossilen Säugetieren, die er in den USA und Südamerika bis Anfang der 1930er Jahre ausgrub. Er beschrieb unter anderem den zu den Beuteltieren gehörenden mit Säbelzähnen ausgestatteten räuberischen Thylacosmilus aus dem Pliozän von Argentinien.
Er war seit 1952 Ehrenmitglied der Society of Vertebrate Paleontology.